# シャルロッテ・フォン・プロイセン (1831-1855)
シャルロッテ・フォン・プロイセン （ドイツ語: Friederike Luise Wilhelmine Marianne Charlotte von Preußen、1831年6月21日 - 1855年3月30日）は、ザクセン＝マイニンゲン公ゲオルク2世の最初の妃。

## 生涯
プロイセン王子アルブレヒトとその最初の妻であったオランダ王女マリアンネの第1子として、ベルリンで誕生した。母マリアンネは不義密通によって、アルブレヒトと離婚し、彼との間にもうけた子供たちの保護権を剥奪された。シャルロッテを含む子供たちは、父方の伯父にあたるプロイセン王フリードリヒ・ヴィルヘルム4世の王妃エリーザベト・ルドヴィカのもとで育てられた。
1850年、シャルロッテは当時公子であったゲオルクと結婚した。結婚に際し、プロイセン王から大理石宮殿の北翼が2人の住まいとして提供された。母マリアンネは、シャルロッテ夫妻に祝いとしてコモ湖のほとりの別荘、ヴィッラ・カルロッタを贈った。
シャルロッテは非常に音楽の才能に恵まれており、数曲の作品が残っている。1855年、シャルロッテは第4子の出産中に急死した。

## 子女
- ベルンハルト3世（1851年 - 1928年）
- ゲオルク・アルブレヒト（1852年 - 1855年）
- マリア・エリーザベト（1853年 - 1923年）
- 男児（1855年） - 夭折